# Balclutha diversa
Balclutha diversa är en insektsart som beskrevs av Blocker 1967. Balclutha diversa ingår i släktet Balclutha och familjen dvärgstritar. Inga underarter finns listade i Catalogue of Life.